# Catanduba
Catanduba é um gênero de tarântulas sul-americanas que foi descrito pela primeira vez por F. U. Yamamoto, S. M. Lucas e Antônio Domingos Brescovit em 2012.

## Espécies
Até dezembro de 2019, contém sete espécies, todas encontradas no Brasil:
- Catanduba araguaia (Yamamoto, Lucas & Brescovit, 2012) — Brasil
- Catanduba canabrava (Yamamoto, Lucas & Brescovit, 2012) — Brasil
- Catanduba flavohirta (Simon, 1889) — Brasil
- Catanduba peruaçu (Yamamoto, Lucas & Brescovit, 2012) — Brasil
- Catanduba piauiensis (Yamamoto, Lucas & Brescovit, 2012) — Brasil
- Catanduba simoni (Soares & Camargo, 1948) — Brasil
- Catanduba tuskae (Yamamoto, Lucas & Brescovit, 2012) (tipo) — Brasil